# Кларк, Хэлли
Хэлли Кларк (англ. Hallie Clarke; род. 13 апреля 2004) — канадская скелетонистка, чемпионка мира 2024 года.

## Спортивная карьера
В сезоне 2019/20 годов Кларк участвовала в молодежной серии по скелетону, заняв три вторых места и одержав одну победу в своих первых четырех гонках. Той же зимой она выступила, представляя Канаду, на Юношеских Олимпийских играх, где заняла 12-е место.
В сезоне 2022/2023 годов дебютировала на этапах Кубка мира. Выступила 24 ноября 2022 года в канадском Уистлере и сразу же заняла второе место. В своём первом сезоне в Кубке мира она смогла занять 13-е место в общем зачете.
В сезоне 2023/24 Кларк продолжила выступление в мировой группе лучших скелетонисток. Неожиданно на чемпионате мира 2024 года Хэлли выиграла золотую медаль, став самой молодой чемпионкой мира по скелетону.